# Поляков, Алексей Александрович
Алексей Александрович Поляков (род. 16 декабря 1985 года, Тольятти, СССР) — российский гандболист, мастер спорта.

## Биография
Родился в Тольятти, где начал заниматься гандболом в КСДЮСШОР № 10 «Олимп», первым тренером был Алексей Николаевич Гумянов.
С 2007 по 2018 год выступал за астраханское «Динамо». Входил в состав сборной России.
С 2018 года — игрок команды «Динамо-Виктор».

## Достижения
- обладатель Кубка России («Динамо», 2008);
- серебряный призёр чемпионата России («Динамо», 2008).